# Owe Adamsson
Owe Adamsson, né le 8 mars 1935 à Mariestad et mort le 1er août 2023 à Örebro, est un coureur cycliste suédois. Son fils Anders et son petit-fils Stefan ont également été coureurs cyclistes. 

## Palmarès
- 1957
  - 6ea étape des Sex-Dagars
- 1958
  - Skandisloppet
- 1959
  -  Champion de Suède sur route
- 1960
  - Champion de Scandinavie du contre-la-montre par équipes
  -  Champion de Suède sur route
  - 6e et 10e étapes de la Milk Race
  - 3e de la Milk Race
  - 5e du contre-la-montre par équipes aux Jeux olympiques
- 1961
  -  Champion de Suède sur route
  -  Champion de Suède du relais
  - 3e et 5e étapes du Tour de Tunisie
  - Skandisloppet
  - 2e des Sex-Dagars
  - 3e du Tour de Tunisie
- 1962
  - Champion de Scandinavie du contre-la-montre par équipes
  -  Champion de Suède sur route
  - Skandisloppet
  - 2e du Berliner Etappenfahrt